# Зарицкая, Александра Сергеевна
Алекса́ндра Серге́евна Зари́цкая (укр. Олександра Сергіївна Заріцька; род. 3 августа 1992, Харьков, Украина) — украинская певица, солистка группы «KAZKA» (с 2017 года), участница шоу «Голос страны» и «X-Фактор». Поёт на украинском, русском и английском языках.

## Биография

### Ранние годы
Александра Зарицкая родилась 3 августа 1992 года в Харькове. Она с детских лет мечтала стать певицей, в 10 классе впервые вышла на сцену и, получив одобрительные отзывы, начала выступать. В 2014 году Зарицкая получила высшее образование в Национальном юридическом университете в Харькове, по окончании которого переехала сначала в Одессу, а позднее — в Киев. В том же году приняла участие в 4 сезоне шоу «Голос страны».

### Карьера
В 2017 году Александра вместе с Никитой Будаш создала группу «KAZKA». В этом же году группа выпустила свой первый сингл, с которым они прошли кастинг на шоу «X-Фактор», где группа заняла 7 место. В 2018 году группа приняла участие в украинском национальном отборе на «Евровидение-2018», заняв 15 место. 27 апреля 2018 года KAZKA выпустили свой первый альбом, который называется «KARMA».
27 декабря 2019 года выпустили второй студийный альбом называется «NIRVANA».
5 ноября 2021 года выпустили третий альбом «SVIT». В том же году Александра Зарицкая участвовала в «Танцах со звёздами» с Юрием Мешковым и во втором сезоне украинского музыкального телешоу «Маска» в костюме Пальчика.

## Участие в клипах других исполнителей
- Ольга Горбачёва — Лучшая в мире (2018, реж. Ната Пятыгина)